# أرنولد وول
أرنولد وول (بالإنجليزية: Arnold Wall)‏ هو عالم نبات نيوزيلندي، ولد في 1869 في نوارا إليا في سريلانكا، وتوفي في 1966.